# Queyrières
Queyrières (okzitanisch: Cairièras) ist eine französische Gemeinde mit 357 Einwohnern (Stand: 1. Januar 2022) im Département Haute-Loire in der Region Auvergne-Rhône-Alpes; sie gehört zum Arrondissement Le Puy-en-Velay und zum Kanton Emblavez-et-Meygal.

## Geographie
Queyrières liegt etwa 17 Kilometer ostnordöstlich von Le Puy-en-Velay in der Landschaft Velay und ist eine der am höchsten gelegenen Gemeinden im Zentralmassiv. Auf 1248 m über dem Meer liegt das Skigebiet Domaine Nordique du Meygal in den Bergen des Massif du Meygal. Umgeben wird Queyrières von den Nachbargemeinden Le Pertuis im Nordwesten und Norden, Yssingeaux im Norden, Araules im Osten, Champclause im Südosten, Saint-Julien-Chapteuil im Süden, Saint-Pierre-Eynac im Südwesten sowie Saint-Hostien im Westen.

## Bevölkerungsentwicklung
| Jahr                       | 1962 | 1968 | 1975 | 1982 | 1990 | 1999 | 2010 | 2020 |
| Einwohner                  | 404  | 331  | 261  | 212  | 232  | 285  | 310  | 347  |
| Quellen: Cassini und INSEE |      |      |      |      |      |      |      |      |

## Sehenswürdigkeiten
- Kirche Saint-Jean-Baptiste, 1414 errichtet
- nie geweihtes Kirchengebäude (heute Gemeindefestsaal) im Ortsteil Monedeyres

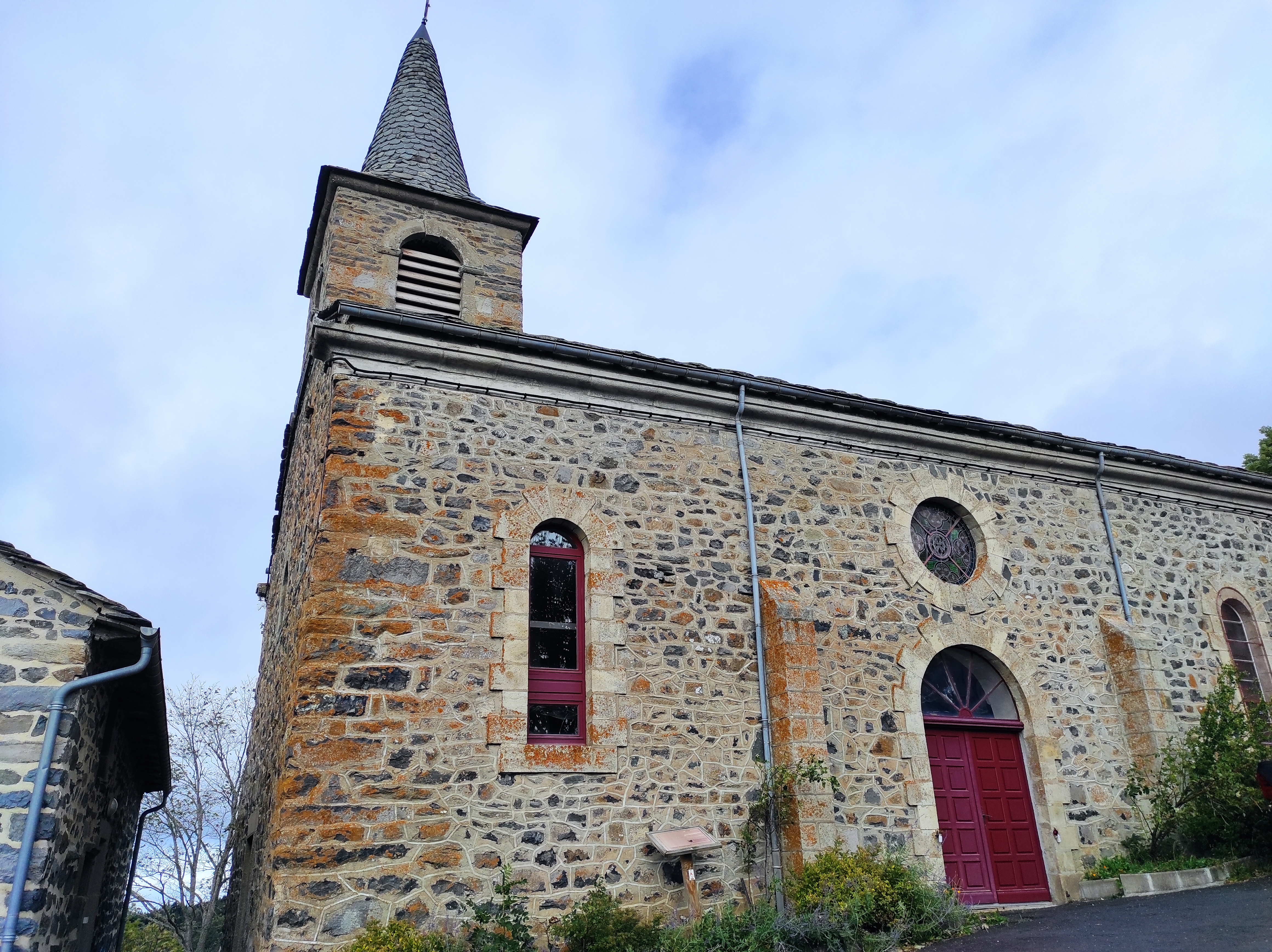
Kirche Saint-Jean-Baptiste
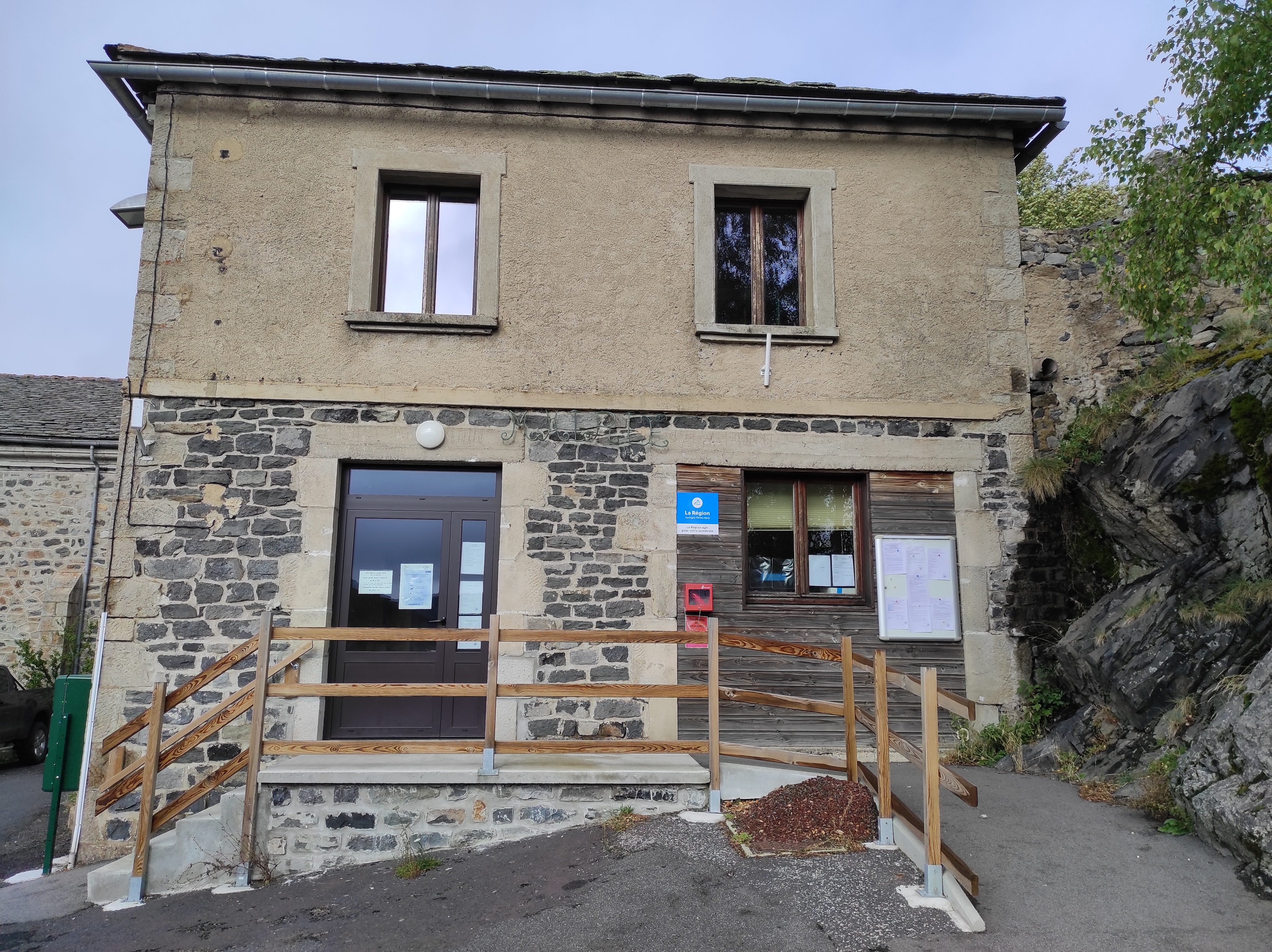
Rathaus
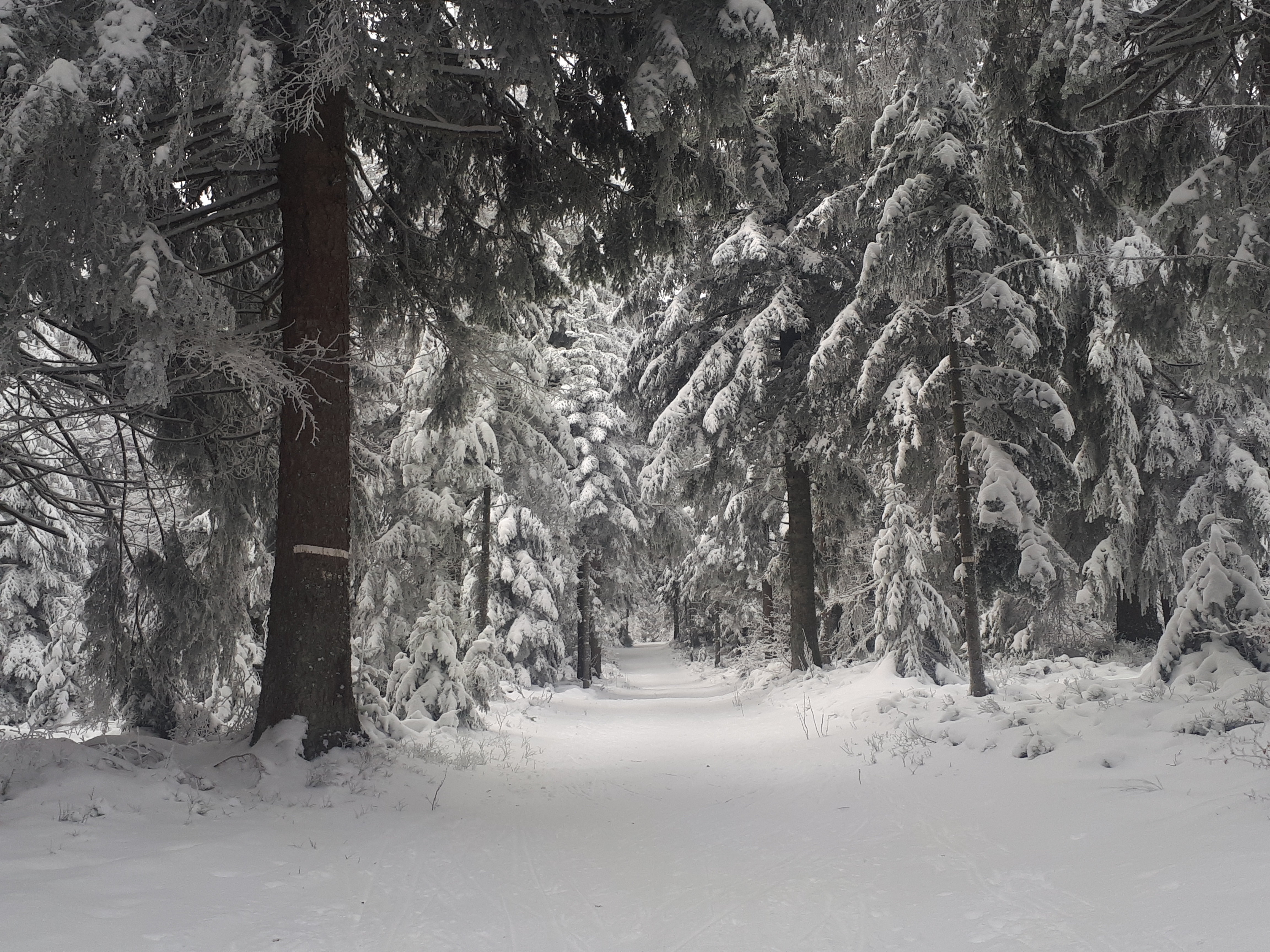
Skiressort Domaine Nordique du Meygal
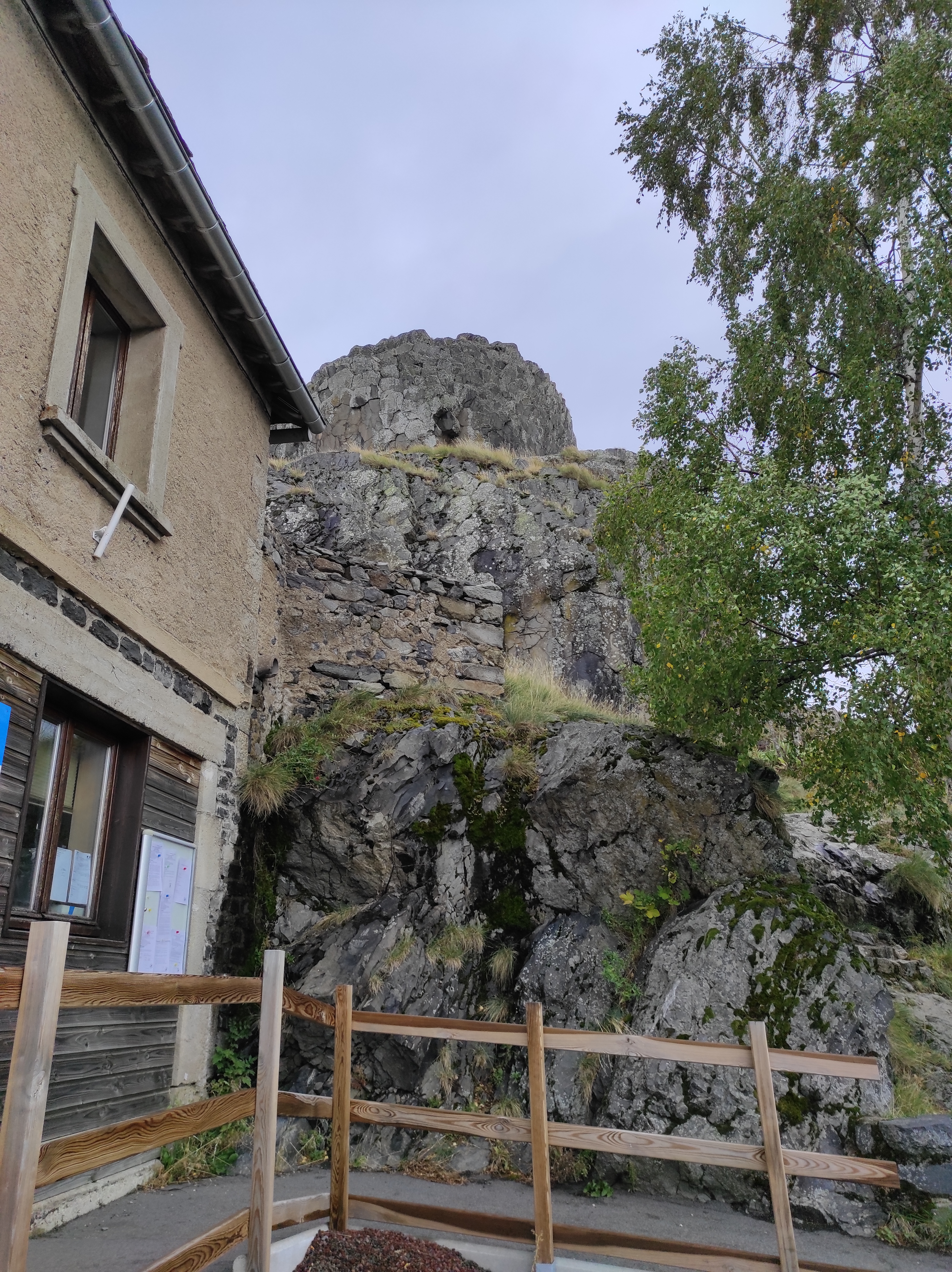
Basaltfelsen in Queyrières